# Superconduttività di colore
La superconduttività di colore è un fenomeno che si prevede che possa accadere nella materia di quark se la densità di barioni è sufficientemente alta (molto sopra la densità nucleare) e la temperatura non è eccessivamente alta (molto inferiore ai 1012 kelvin). Le fasi superconduttive di colore sono in contrasto con la fase normale della materia di quark, che è semplicemente un liquido di Fermi di quark debolmente interagente.
In termini teoretici, una fase superconduttiva di colore è uno stato in cui i quark vicino ad una superficie di Fermi diventano correlati in coppie di Cooper che condensano. In termini fenomenologici, una fase di superconduttività di colore rompe alcune simmetrie della teoria sottostante, ed ha un diverso spettro di eccitazioni e diverse proprietà di trasporto rispetto alla fase normale.

### Articoli di approfondimento
- M. Alford, Color superconducting quark matter, in Annual Review of Nuclear and Particle Science, vol. 51, 2001,  pp. 131-160, Bibcode:2001ARNPS..51..131A, DOI:10.1146/annurev.nucl.51.101701.132449, arXiv:hep-ph/0102047.
- M. Alford, A. Schmitt, K. Rajagopal e T. Schäfer, Color superconductivity in dense quark matter, in Reviews of Modern Physics, vol. 80, n. 4, 2008,  pp. 1455-1515, Bibcode:2008RvMP...80.1455A, DOI:10.1103/RevModPhys.80.1455, arXiv:0709.4635.
- J. Cheyne, G. Cowan e M. Alford, Superconducting Quarks, in Frontiers, vol. 21, 2005,  pp. 16-17 (archiviato dall'url originale il 12 marzo 2007).
- S. Hands, The Phase Diagram of QCD, in Contemporary Physics, vol. 42, n. 4, 2001,  pp. 209-225, Bibcode:2001ConPh..42..209H, DOI:10.1080/00107510110063843, arXiv:physics/0105022.
- G. Nardulli, Effective description of QCD at very high densities, in Rivista del Nuovo Cimento, vol. 25, n. 3, 2002,  pp. 1–80, Bibcode:2002NCimR..25c...1N, arXiv:hep-ph/0202037.
- K. Rajagopal e F. Wilczek, The Condensed Matter Physics of QCD, in At the Frontier of Particle Physics, 2000,  pp. 2061-2151, DOI:10.1142/9789812810458_0043, ISBN 978-981-02-4445-3, arXiv:hep-ph/0011333.
- S. Reddy, Novel Phase at High Density and Their Role in the Structure and Evolution of Neutron Stars, in Acta Physica Polonica B, vol. 33, n. 12, 2002,  pp. 4101-4140, Bibcode:2002AcPPB..33.4101R, arXiv:nucl-th/0211045.
- D. H. Rischke, The quark–gluon plasma in equilibrium, in Progress in Particle and Nuclear Physics, vol. 52, n. 1, 2004,  pp. 197-296, Bibcode:2004PrPNP..52..197R, DOI:10.1016/j.ppnp.2003.09.002, arXiv:nucl-th/0305030.
- I. A. Shovkovy, Two Lectures on Color Superconductivity, in Foundations of Physics, vol. 35, n. 8, 2005,  pp. 1309-1358, Bibcode:2005FoPh...35.1309S, DOI:10.1007/s10701-005-6440-x, arXiv:nucl-th/0410091.